# 藤井克彦
藤井 克彦（ふじい かつひこ、1934年12月20日 - 2023年10月28日）は、日本の映画監督。広島県広島市平野町（現・中区）出身。

## 経歴
1945年8月6日の広島の原爆投下時は、広島市郊外の国民学校にいて被爆は免れたが、幼い目で"ピカドン"を目撃し、大きなショックを受ける。作品にはうかがえないが、原爆の切実な体験は創造行為のテーマとして結実できないか、という自問自答を持ち続けた。終戦後、東京自由が丘の本籍地へ移る。目黒区立緑ヶ丘小学校卒業後、新制中学校の第一期生として、目黒区立第十一中学校に入学。実家の近くにあった映画館「南風座」などで活劇ほかに親しむ。東京都立小山台高校～1958年慶應義塾大学文学部卒。同年日活本社に入社。8月に撮影所の助監督試験を受け、日活撮影所助監督部に入社、第5期の助監督になる。同期は、長谷部安春、蔵原惟二、斎藤光正ら7人。蔵原惟繕監督の『われらの時代』、森永健次郎監督の『潮騒』、マキノ雅弘監督の『日本侠客伝』などにつく。1971年8月、日活の製作一時中止、11月からのロマンポルノ路線、監督若返りで監督に昇進。当時転職も考えていて、多少の躊躇はあったが、監督デビューする。監督処女作『OL日記・牝猫の匂い』は、「ある種の青春映画」のつもりで作ったが、いきなり、山口清一郎監督の『恋の狩人・ラブハンター』、近藤幸彦監督『愛のぬくもり』、梅沢薫監督『女高生芸者』と共に警視庁保安一課に刑法175条（わいせつ物陳列罪）で摘発され、翌年日活ロマンポルノ裁判に発展、猥褻裁判の被告となった。猥褻裁判は1980年に高裁で無罪が確定した。日活ロマンポルノの主力監督の一人として活躍し1980年フリー。1983年からテレビ映画も手掛ける。他に日活児童映画も手掛け1976年に撮った『四年三組のはた』や1985年の『まってました転校生!』は、いずれも海外の児童映画賞を受けた。

## 監督作品
- OL日記 牝猫の匂い （日活、1972年）主演：中川梨絵
- 白い天使の誘惑 （日活、1972年）主演：片桐夕子
- 白い女郎花 （日活、1972年）主演：片桐夕子
- 真昼の情事 （日活、1972年）主演：白川和子
- 真夏の夜の情事 （日活、1972年）主演：白川和子
- 艶説女侠伝　お万乱れ肌（日活、1972年）主演：サリー・メイ、風間杜夫(風間杜夫名義でのデビュー作)
- 白い天使の抱擁 （日活、1972年）主演：片桐夕子、原英美
- 大奥外伝・尼寺淫の門 （日活、1973年）主演：小川節子、宮下順子
- 新色暦大奥秘話 愛戯お仕込処 （日活、1973年）主演：小川節子
- 必殺色仕掛け （日活、1973年）主演：二條朱実
- 大江戸性盗伝 －女斬り－ （日活、1973年） 主演：小川節子
- OL日記 密漁 あさる （日活、1973年）主演：梢ひとみ、宮下順子
- 昼下りの情事 噂の看護婦 （日活、1974年）主演：美理恭子
- 実録桐かおる -にっぽん一のレズビアン- （日活、1974年）主演：桐かおる
- 実録 元祖マナ板ショー （日活、1975年）主演：山科ゆり
- 残酷 黒薔薇私刑 （日活、1975年）主演：谷ナオミ
- お柳情炎 縛り肌 （日活、1975年） 主演：谷ナオミ、東てる美
- レズビアンの女王 続・桐かおる （日活、1975年）主演：桐かおる
- 東京エマニエル夫人 個人教授 （日活、1975年）主演：田口久美
- ひめごころ （日活、1976年）主演：北川たか子
- 四年三組のはた（日活、1976年）主演：立石涼子、南美江
- 国際線スチュワーデス 官能飛行 （日活、1976年）主演：田口久美
- 夕顔夫人 （日活、1976年12月8日）主演：谷ナオミ
- 中山あい子「未亡人学校」より 濡れて泣く （日活、1977年）主演：宮下順子
- 東京チャタレー夫人 （日活、1977年）主演：志麻いづみ
- 女子大生 (秘)SEX診断 （日活、1977年）主演：小川恵
- 四畳半 猥褻な情事 （日活、1978年）主演：志麻いづみ
- 若妻が濡れるとき （日活、1978年）主演：志麻いづみ
- 団鬼六 薔薇の肉体 （日活、1978年）主演：谷ナオミ
- 泉大八の犯しっこ （にっかつ、1978年） 主演：志麻いづみ、片桐夕子
- クライマックス・レイプ 剥ぐ! （にっかつ、1979年）主演：水島美奈子
- レイプショット 百恵の唇 （にっかつ、1979年）主演：水島美奈子
- 団鬼六 花嫁人形 （にっかつ、1979年）主演：倉吉朝子
- 昭和エロチカ 薔薇の貴婦人 （にっかつ、1980年）主演：宮井えりな
- 女子大生 快楽あやめ寮 （にっかつ、1980年）主演：安西エリ
- 団鬼六 縄炎夫人 （にっかつ、1980年）主演：麻吹淳子
- 団鬼六 OL縄奴隷 （にっかつ、1981年）主演：麻吹淳子
- 女教師のめざめ （にっかつ、1981年）主演：朝比奈順子
- ズームアップ 暴行白書 （にっかつ、1981年） 主演：風祭ゆき
- 女新入社員 5時から9時まで （にっかつ、1982年）主演：朝比奈順子
- 蒼いおんな（にっかつ、1982年）主演：志麻いずみ
- 肉奴隷 悲しき玩具 （にっかつ、1982年）主演：松川ナミ
- 団鬼六 蛇の穴　（鬼プロ、1983年）主演：志摩いずみ
- 団鬼六 美女縄化粧　（にっかつ、1983年）主演：高倉美貴
- 団鬼六 修道女縄地獄 （にっかつ、1984年）主演：高倉美貴
- 猟色 サロメの唇 （にっかつ、1984年）主演：渡辺良子
- まってました転校生! （にっかつ児童映画、1985年）主演：蟹江敬三、入江若葉
- 美姉妹肉奴隷 （1986年） 主演：赤坂麗、清里めぐみ
- 女医肉奴隷 （1986年）主演：麻生かおり
- いけにえ天使 （1988年） 主演：桂木麻也子

## 註
1. ↑  映画会社日活 [@nikkatsu100] (23 January 2024). “映画監督の藤井克彦さんが2023年10月28日逝去されました（88歳）。”. X（旧Twitter）より2024年1月23日閲覧.
2. 1 2 3 4  『日本映画・テレビ監督全集』キネマ旬報社、1988年、351、352頁。
3. ↑  藤井克彦、キネマ旬報データベース
4. 1 2 3 4 5 6 7 8 9 10 11  酒井良雄「プロフェッショナル・62 藤井克彦」『キネマ旬報』1974年9月上旬号、キネマ旬報社、133頁。